# Cseh szálkás szakállú vizsla
A cseh szálkás szakállú vizsla (Český fousek) egy cseh fajta.

## Történet
Kialakulása az 1800-as évekre tehető. A fajta egészen 1914-itg nagyon népszerű volt, de a 30-as években már csak a rövid szőrű német vizslával való vérvonal frissítés menekítette meg a kihalástól. 

## Külleme
Marmagassága 61-66 centiméter, tömege 27-34 kilogramm. Kemény szálú, szálkás fedőszőrei 2,5-7,5 cm hosszúak, leghosszabb szálakkal a hátán és a teste két oldalán. Aljszőrzete ezzel szemben lágy és tömött. 

## Jelleme
Természete fogékony és értelmes. Nagy munkabírású vadászkutya. Lakásban nehezen tartható. 

## Képgaléria

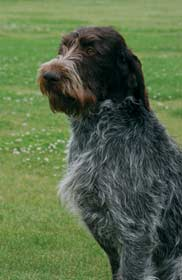
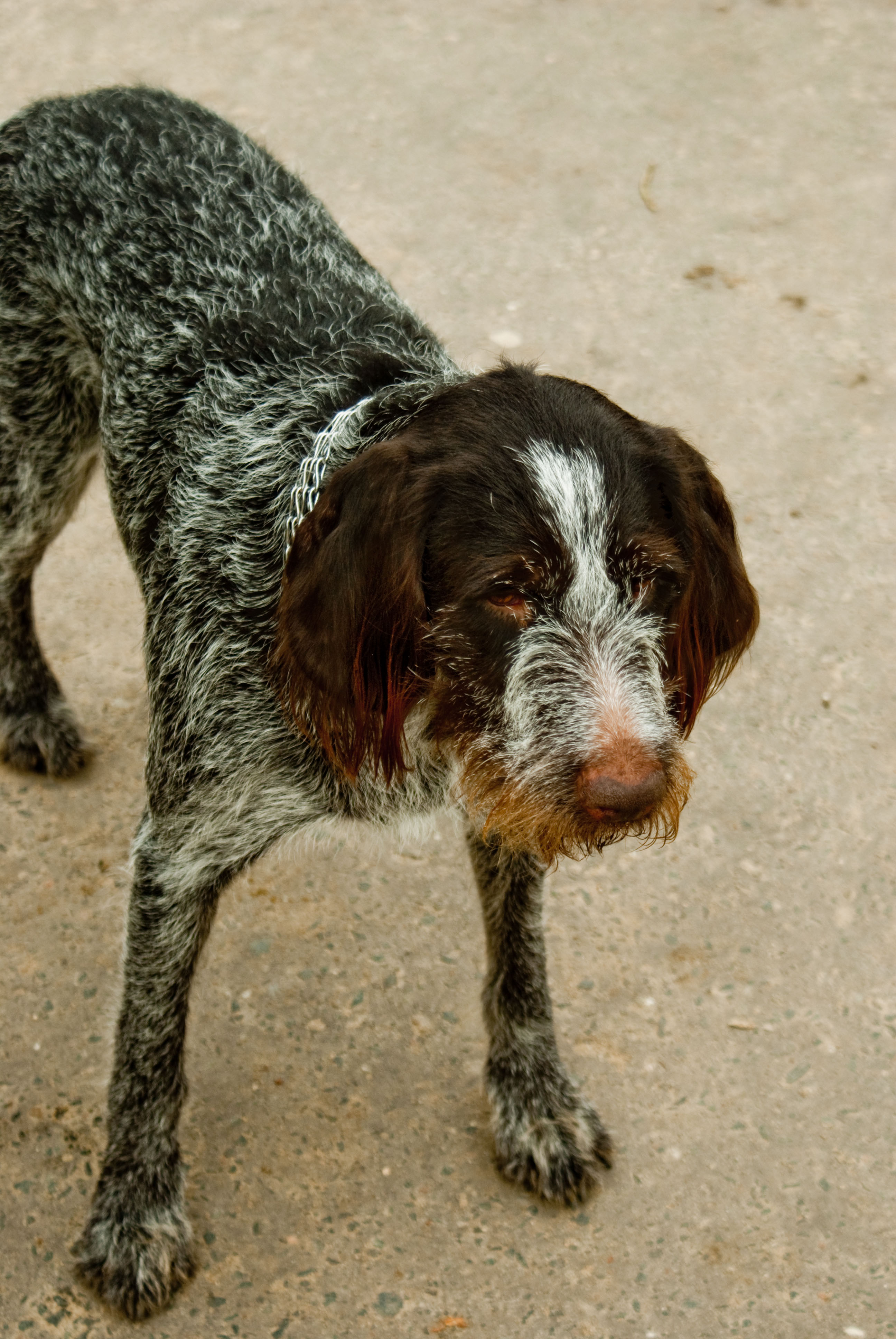
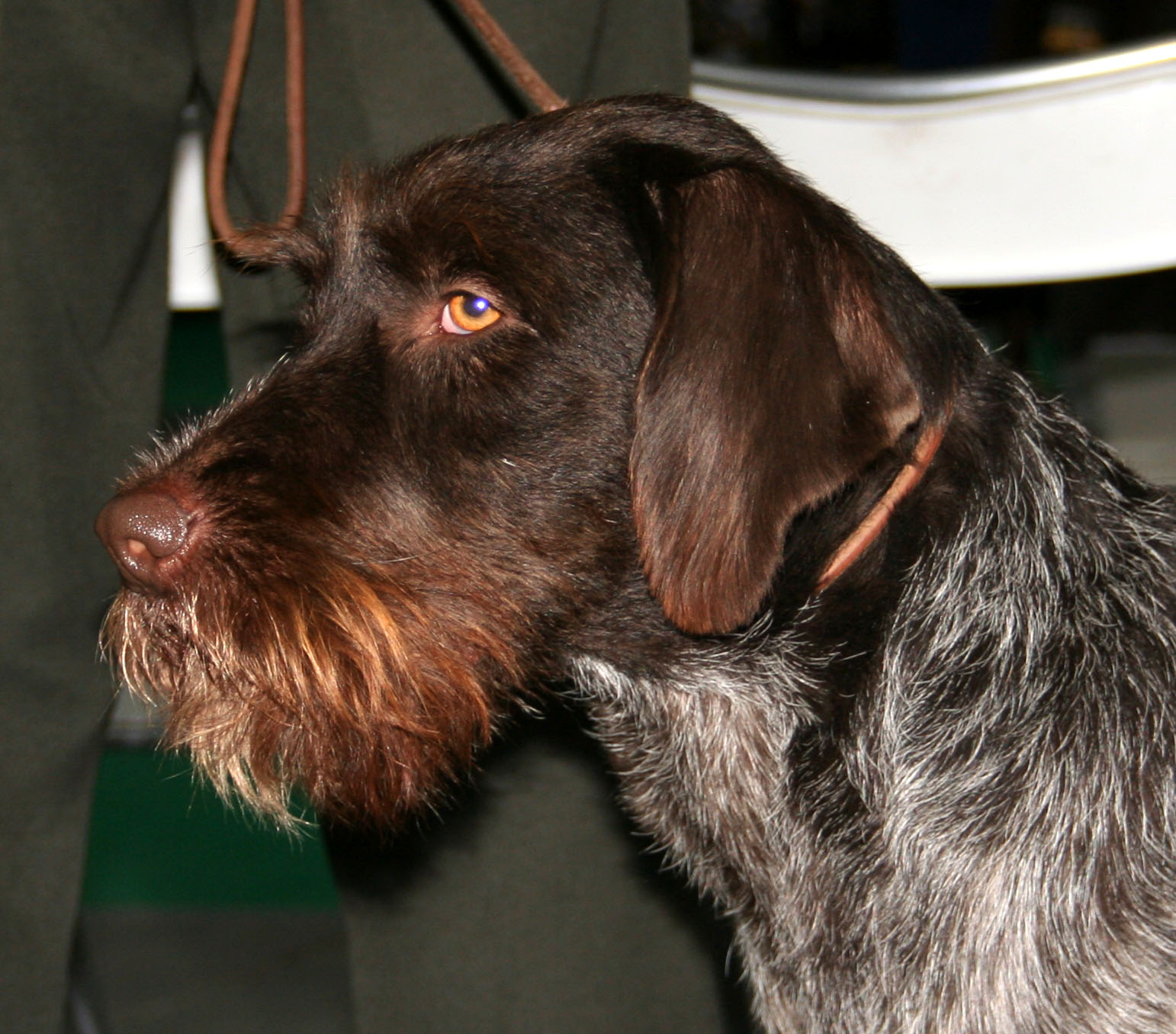
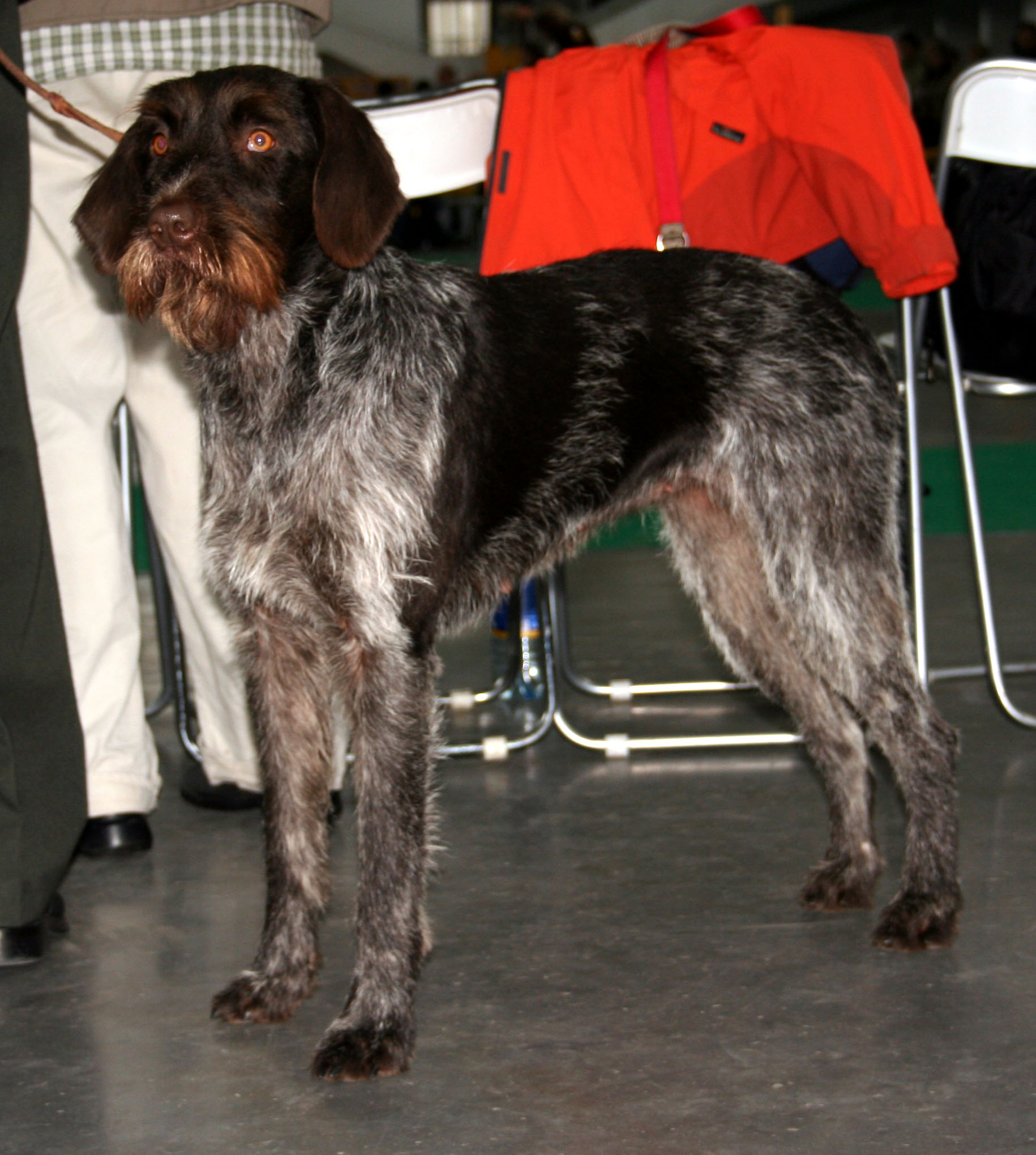
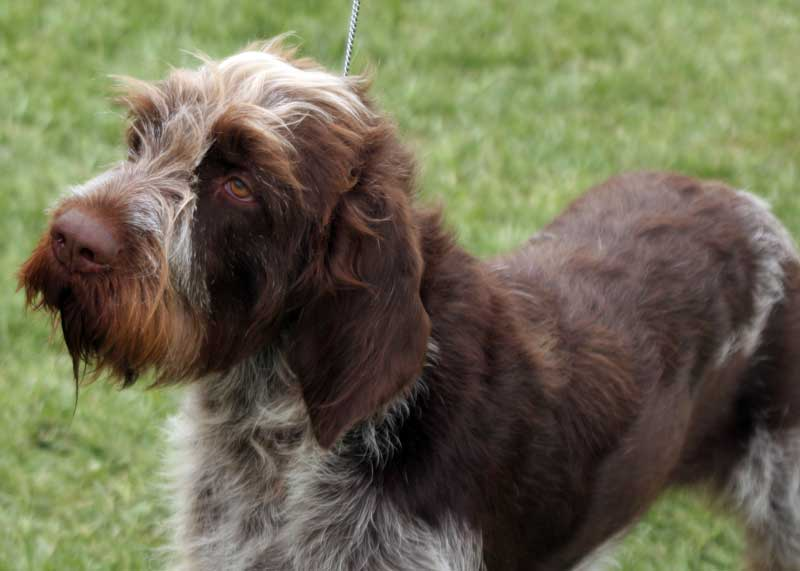